# مریت پته
مریت پته (به انگلیسی: Merit Ptah) (زندگی در حدود ۲۷۰۰ پیش از میلاد) بانوی پزشکی در مصر باستان بود.
برجستگی او بیشتر بدین دلیل است که نخستین زنی در تاریخ است که نامی در زمینهٔ پزشکی دارد. همچنین احتمال دارد که او نخستین زن دانشی یادشده در تاریخ نیز باشد. نگارهٔ او در نیایشگاهی در نکروپولیس نزدیک هرم سقاره کشیده شده‌است. پسر او که کاهنی اعظم بود نام او را در جایگاه سرپرستی پزشکان آورده‌است.
دهانهٔ آتشفشانی‌ای در ناهید از سوی اتحادیه بین‌المللی ستاره‌شناسی به افتخار او نام‌گذاری شده‌است.